# Xylosma longipedicellata
Xylosma longipedicellata är en videväxtart som beskrevs av A. Pool. Xylosma longipedicellata ingår i släktet Xylosma och familjen videväxter. Inga underarter finns listade i Catalogue of Life.